# ستيفن هيل (لاعب كرة سلة)
ستيفن هيل (14 نوفمبر 1985 بتشانوت في الولايات المتحدة - ) (بالإنجليزية: Steven Hill)‏ هو لاعب كرة سلة أمريكي في مركز الوسط. لعب مع أوكلاهوما سيتي ثاندر.

## وصلات خارجية
- ستيفن هيل على موقع إن بي أي (الإنجليزية)
- ستيفن هيل على موقع سبورتس رفرنس (الإنجليزية)
- ستيفن هيل على موقع كرة السلة الأوروبية.كوم (الإنجليزية)
- ستيفن هيل على موقع كلية كرة السلة في سبورتس رفرنس.كوم (الإنجليزية)
- ستيفن هيل على موقع ريلجم (الإنجليزية)
- ستيفن هيل على موقع بروبوليرز (الإنجليزية)
- ستيفن هيل على موقع سبورتس رفرنس (الإنجليزية)